# Geoffrey Enthoven
Geoffrey Enthoven is een Vlaams filmregisseur en producent bij Fobic Films.

## Filmografie als regisseur
- Unseen / Invisible (televisieserie 2020)
- Auwch 3 (televisieserie 2019)
- Auwch 2 (televisieserie 2017)
- Auwch 1 (televisieserie 2016)
- Broer (2016)
- Voor wat hoort wat (televisieserie, 2015)[3]
- Halfweg (2014)
- Hasta la vista (2011)
- Tegen de sterren op (televisieserie 2010)
- Dag en Nacht (televisieserie, 2010)
- Meisjes (2009)
- Happy Together (2008)
- Sara (televisieserie 2007)
- Vidange Perdue (2006)
- Wittekerke (televisieserie 2006)
- Les Enfants de l'amour (2002)
- De Aanspreker (1999)

## Onderscheidingen
Voor Les Enfants de l'amour kreeg hij de publieksprijs in 2002 op het Internationaal filmfestival van Vlaanderen-Gent. Vidange Perdue won de Golden Rosa Camuna op de filmmeeting van Bergamo en de prijs voor beste film naast de prijs van de onafhankelijke filmzaaluitbaters op het internationaal filmfestival van Mannheim-Heidelberg.
In 2011 werd Hasta La Vista bekroond met de Grand Prix Des Americas op het Internationaal filmfestival van Montreal van Montreal.
- Biblioteca Nacional de España: XX1794188
- Bibliothèque nationale de France: cb17124646n (data)
- Gemeinsame Normdatei: 1028510217
- International Standard Name Identifier: 0000 0003 9195 0206
- Nationale Bibliotheek van Tsjechië: xx0172173
- Nederlandse Thesaurus van Auteursnamen: 26659106X
- Système universitaire de documentation: 164784705
- Virtual International Authority File: 285879692
- WorldCat: E39PBJpV4PmjTWDqXJJ6Bt69Xd